# テリー・ソーチャック
テリー・ソーチャック（Terrance Gordon Sawchuk、1929年12月28日 - 1970年5月31日）は、カナダ連邦マニトバ州ウィニペグ生まれのプロアイスホッケー選手である。ポジションはゴールテンダー。
NHLではデトロイト・レッドウィングスを皮切りに数チームでプレイした。史上最高のゴールテンダーの1人と称され、数多くの受賞歴、記録を持つ一方で、残されたエピソードには不幸なものが多く、その人生は悲劇的な色彩を帯びている。41歳で早世したその翌年ホッケーの殿堂のメンバーとなった。

## 経歴
労働者階級の住む地区で育ち、野外リンクでアイスホッケーを始めた。10歳の時にアイスホッケーのゴールテンダーであった17歳の兄を心臓麻痺で失い、兄の形見の防具を身に付けてゴールテンダーとなった。
12歳の時、戯れにプレーしたラグビーの試合で不注意から怪我をするが、この怪我は実は骨折であったことが2年後にわかりその治癒の経過も思わしくなかった（骨折した腕は他方よりも2インチも短かったといわれる。）。
ウクライナ系の血筋を持つことから「ユーキー ("Ukey"<Ukraine)」と渾名され、17歳でユナイテッドステーツ・ホッケーリーグ (United States Hockey League) のオマハでプロ選手生活を始め、その年のリーグ新人賞を受賞している。その後AHLに昇格しインディアナポリス・キャピタルズ(Indianapolis Capitals) に加入したが、ここでも新人王を受賞している。
1950-1951シーズンからはNHLのデトロイト・レッドウィングスでメジャーデビューを果す。このシーズンで11のシャットアウト勝ちを含む70試合に出場し、ここでもリーグ最優秀新人賞に与えられるカルダー記念賞を受賞した。3つの異なるアイスホッケーリーグで新人王となるのは、ソーチャックが初である。
1951-1952シーズンでも12の完封勝ちを収め、1試合当たり平均失点率（ave: goles against per average）1.90の好成績を残した。1952年、レッドウィングスはスタンレー・カップの準決勝トロント・メープルリーフス戦及び決勝モントリオール・カナディアンズ戦にいずれも4戦全勝のストレート勝ちするが、この8試合のうち4つをシャットアウトに封じ込め、失点も僅かに5点 (ave 0.63) と大活躍を見せた。これ以降もレッドウィング在籍中に1954年、1955年とスタンレー・カップを優勝を経験している。
若い時分は、ゴールテンダーの顔面を保護するフェースマスクが登場するよりも前で、傷の痛みを押しても出場することが当たり前であった。ゴールポスト内において、ソーチャックの守備スタイルは、極端なクラウチングスタイル（低くかがみ込む姿勢）であったことから、パックが顔面を襲うことがしばしばで、プロ生活十数年を通じ、その顔面には都合400針も縫ったあとがあったといわれる。また、骨折の他や、椎間板ヘルニアにも悩まされたとされている。なお1963年にボビー・ハルのスラップショットを顔面に受けて以降は、フェイスマスクを着用するようになったといわれる。
生真面目な性格で、試合に欠場し他人に活躍の場を奪われることを極めて恐れていたと伝えられる。この恐れはやがて現実のものとなり、1954-1955シーズンには、ライバルのゴールテンダーであるグレン・ホールが登場して活躍すると、同年6月3日にはボストン・ブルーインズにトレードされる。
当時から神経質な面があり、そのためか体重の変動にも苦しんだ。プロ入り間もない頃には約104 kg の肥満であったのに一時は約75 kg 近くまで体重が激減したこともあった。移籍後は上手く雰囲気になじめず、心身ともに状態は悪化し1956-1957シーズン途中、27歳の時に深刻なストレスに耐え切れず一旦戦線から離脱している（1957年1月16日まで休養）。
この後1957年7月10日のトレードでレッドウィングスに復帰し、徐々に復活の兆しを見せた。2回のオールスター第2チームメンバーにも選出されている。
1964年にはトロント・メープルリーフスに移籍した。
1965年にはヴェジーナ・トロフィ（最優秀ゴーリー賞）を受賞したほか、チームを1967年のスタンレー・カップ優勝に導いた。メープルリーフスでは5歳年上の先輩で、引退直前のゴールテンダーであったジョニー・バウワーと交替でゴールを守ったが、バウワーの幸せそうな現役末期を常に羨ましく感じていたとされる。
1967-1968シーズンはロサンゼルス・キングス、1968-1969シーズンは古巣レッドウィングスを転々とし、現役、そして生涯最後のシーズンはニューヨーク・レンジャースに加入する。
どうしようもない鬱に悩まされることがあり、そのような状態はしばしば彼の振る舞いに影響を与えたとされる。ニューヨークの自宅近くのバーで、レンジャーズのチームメート、ロン・スチュワート (Ron Stewart) と酒を飲んで格闘し、内臓（胆嚢であったといわれる。）を痛めたことが原因となって、数週間後の5月10日に息を引き取った。ミシガン州ポンティアックのマウント・ホープ墓地に埋葬された。スチュワートに関しては、事故に対する責任は不問にされた。
971試合に出場し、30年余りリーグ記録として輝いた生涯447勝を経験したほか、103回のシャットアウトゲームは2005年時点で未だに破られていない。
その死の翌年の1971年に通常の待機期間を待たずしてホッケーの殿堂入りし、またアメリカ合衆国のアイスホッケー界への貢献により、レスター・パトリック賞を受賞した。
1997年には、スポーツ作家のブライアン・ケンドール (Brian Kendall) の筆によって『Shutout:The Legend of Terry Sawchuk』が出版された。
2001年には、ソーチャックの肖像は、カナダの郵便切手の図案として採用された。

## 詳細情報

### 表彰
- オールスター第1チーム選抜（1951年、1952年、1953年）
- オールスター第2チーム選抜（1954年、1955年、1959年、1963年）
- カルダー記念賞（1951年）
- ヴェジーナ賞（1952年、1953年、1955年、1965年（ジョニー・バウワー）と共同受賞）
- レスター・パトリック賞（1971年）

### 記録
- NHLオールスターゲーム出場（1950年から1956年まで、1959年、1963年、1964年、1968年）